# Liste der Naturdenkmale in Crottendorf
Die Liste der Naturdenkmale in Crottendorf nennt die Naturdenkmale in Crottendorf im sächsischen Erzgebirgskreis.

## Definition
„Naturdenkmäler sind rechtsverbindlich festgesetzte Einzelschöpfungen der Natur oder entsprechende Flächen bis zu fünf Hektar, deren besonderer Schutz erforderlich ist
1. aus wissenschaftlichen, naturgeschichtlichen oder landeskundlichen Gründen oder
2. wegen ihrer Seltenheit, Eigenart oder Schönheit.“

„§ 18 – Naturdenkmäler – (zu § 28 BNatSchG)
(1) Die Erklärung nach § 22 Abs. 1 BNatSchG von Teilen von Natur und Landschaft als Naturdenkmal erfolgt durch Rechtsverordnung oder Einzelanordnung.
(2) Über § 28 Abs. 1 BNatSchG hinaus können Naturdenkmäler zur Sicherung von Lebensgemeinschaften oder Lebensstätten von im Bestand gefährdeten oder streng geschützten Arten festgesetzt werden.“

## Liste
Link zu einem Kartenansichtstool, um Koordinaten zu setzen.
| Bild            | Bezeichnung                                | Lage                                            | Beschreibung         | Datum                                                                                              | Nummer     |
| --------------- | ------------------------------------------ | ----------------------------------------------- | -------------------- | -------------------------------------------------------------------------------------------------- | ---------- |
| BW              | Erbisbächel-Wiesen                         | Crottendorf (50° 30′ 6,6″ N, 12° 54′ 35,2″ O)   | Fläche: ca. 35833 m² | Änderungsverordnung des Landkreises Annaberg vom 01.12.2000, Landkreisnachrichten Nr. 8/2001, S. 5 | 364.23-043 |
| BW              | Feuchtgebiet Südliche Scheibenberger Heide | Crottendorf (50° 31′ 15,3″ N, 12° 55′ 42,5″ O)  | Fläche: ca. 50332 m² | Verordnung des Landkreises Annaberg vom 01.06.2001, Landkreisnachrichten Nr. 08/2001, S. 11        | 364.23-044 |
| BW              | Feuchtwiesen am Kalkberg                   | Crottendorf (50° 29′ 27,6″ N, 12° 55′ 41″ O)    | Fläche: ca. 46437 m² | Änderungsverordnung des Landkreises Annaberg vom 01.12.2000                                        | 364.23-040 |
| BW              | Großer Zachenstein                         | Crottendorf (50° 31′ 46,8″ N, 12° 56′ 11,5″ O)  | Fläche: ca. 11648 m² | Beschluss des Rates des Kreises Annaberg Nr. 787 vom 14.09.1955                                    | 364.23-047 |
| BW              | Kalkbruch Crottendorf                      | Crottendorf (50° 29′ 8,9″ N, 12° 55′ 47,2″ O)   | Fläche: ca. 42127 m² | Verordnung des Landkreises Annaberg vom 14.02.2003, Landkreisnachrichten Nr. 5/2003, S. 3          | 364.23-045 |
| BW              | Kleiner Zachenstein                        | Crottendorf (50° 31′ 37,7″ N, 12° 56′ 6,2″ O)   | Fläche: ca. 9476 m²  | Beschluss des Rates des Kreises Annaberg Nr. 787 vom 14.09.1955                                    | 364.23-046 |
| BW              | Steilhang Fuchsleite                       | Walthersdorf (50° 32′ 51,1″ N, 12° 57′ 30,7″ O) | Fläche: ca. 15322 m² | Beschluss des Rates des Kreises Annaberg Nr. 517 vom 27.05.1982                                    | 364.23-048 |
| BW              | Waldhauswiesen                             | Crottendorf (50° 29′ 15,2″ N, 12° 56′ 37″ O)    | Fläche: ca. 35663 m² | Änderungsverordnung des Landkreises Annaberg vom 01.12.2000                                        | 364.23-041 |
| BW              | Walthersdorfer Enziantrift                 | Walthersdorf (50° 32′ 30″ N, 12° 55′ 47,7″ O)   | Fläche: ca. 45080 m² | Verordnung des Landkreises Annaberg vom 01.06.2001                                                 | 364.23-039 |
| BW              | Wolfner-Mühl-Wiesen                        | Crottendorf (50° 30′ 0,7″ N, 12° 54′ 20,1″ O)   | Fläche: ca. 45920 m² | Änderungsverordnung des Landkreises Annaberg vom 01.12.2000, Landkreisnachrichten Nr. 8/2001, S. 4 | 364.23-042 |
| Fotos hochladen | Cottabuche                                 | Crottendorf (50° 29′ 2,2″ N, 12° 55′ 2,5″ O)    |                      | |            |